# Санатории Беларуси
Санатории Беларуси — санаторно-курортные и оздоровительные организации и учреждения, расположенные на территории города Республики Беларусь.
В Республике Беларусь действует система санаторно-курортного лечения и оздоровления населения, назначение которой заключается в обеспечении социальных гарантий населению, путем сохранения и укрепления здоровья граждан.
Реализацию государственной политики в области санаторно-курортного лечения и оздоровления населения осуществляет «Республиканский центр по оздоровлению и санаторно-курортному лечению населения» Совета Министров Республики Беларусь.
База санаторно-курортных и оздоровительных организаций на 2019 год представлена 309 аттестованными санаторно-курортными и оздоровительными организациями (66 тыс. койко-мест), из них: 106 санаторно-курортных (87 — для взрослых, 19 — для детей) и 203 оздоровительные организаций на 38 тыс. мест.
На начало 2018 года существует:
- 9 студенческих санаторно-профилакторных учреждений.
- 53 иные оздоровительные организации (базы и дома отдыха, оздоровительные центры (комплексы), профилактории, пансионаты, иные организации, одним из видов деятельности которых является оздоровление населения), 147 детских оздоровительных (спортивно-оздоровительных) лагерей. На базе 10 взрослых и 2 детских санаториев создано 12 отделений матери и ребёнка. Государственная аттестация санаторно-курортных и оздоровительных организаций проходит каждые 5 лет.

Помощь несовершеннолетним белорусам, пострадавшим от аварии на ЧАЭС оказывается в 13 детских реабилитационно-оздоровительных центров
18700 врачей, 3000 медработников со средним специальным образованием и 600 воспитателей работают в белорусских здравницах.
88 санаториев находятся возле источников минеральной воды.
При 61 санатории имеются собственные грязелечебницы.
В белорусских санаториях, профилакториях и детских лагерях отдохнули:
- 2010 год — 1327000 граждан Белоруссии (832000 — по льготным ценам); 178 000 жителей России и других стран

- 2018 год[6] — 1361000 граждан Белоруссии (783000 — по льготным ценам).

## Стоимость
Стоимость путевок до июля 2011 года оставалась практически неизменной (по ценам 2010 года). В июле 2011 года стоимость увеличилась на 10-20 %
Цены на путевки в санатории Белоруссии на 2024 год начинаются от 63 BYN (белорусских рублей). Такие цены предложат обширный комплекс оздоровительных процедур по всем направлениям лечения нарушений опорно-двигательного аппарата, нервной, сердечно-сосудистой, дыхательной, эндокринной системы.
Есть санатории, где оздоравливаются пациенты с общетерапевтическими и гинекологическими заболеваниями. Очень популярны туры в санатории Белоруссии с грязевыми ваннами, саунами, массажными кабинетами, ингаляториями, рефлексотерапией, арома- и талассотерапией, полным комплексом физиотерапевтических, косметологических процедур и диетическим питанием. Уникальные лечебные санатории в окружении живописных красот белорусского края предлагают свои услуги на сутки от 137 BYN. В основном услуги ориентированы на взрослых, но есть варианты для мам и их детей.